# قوکاس اولیخانیان
قوکاس ایشحانی اولیخانیان (ارمنی: Ղուկաս Իշխանի Ուլիխանյան؛ زادهٔ ۵ فوریهٔ ۱۹۷۰) یک سیاستمدار اهل ارمنستان است که از تاریخ ۱۹۹۹ تا تاریخ ۲۰۰۳ سمت نمایندگی دوره دوم مجلس ملی جمهوری ارمنستان را برعهده داشت.

## زندگی‌نامه
در ۵ فوریهٔ ۱۹۷۰ در ایروان به دنیا آمد و از دانشگاه پزشکی دولتی ایروان فارغ‌التحصیل شد. 

## یادداشت
1. ↑  Հայաստանի Հանրապետության ՊՆ ռազմաբժշկական վարչության պետ